# Concertino voor strijkkwartet

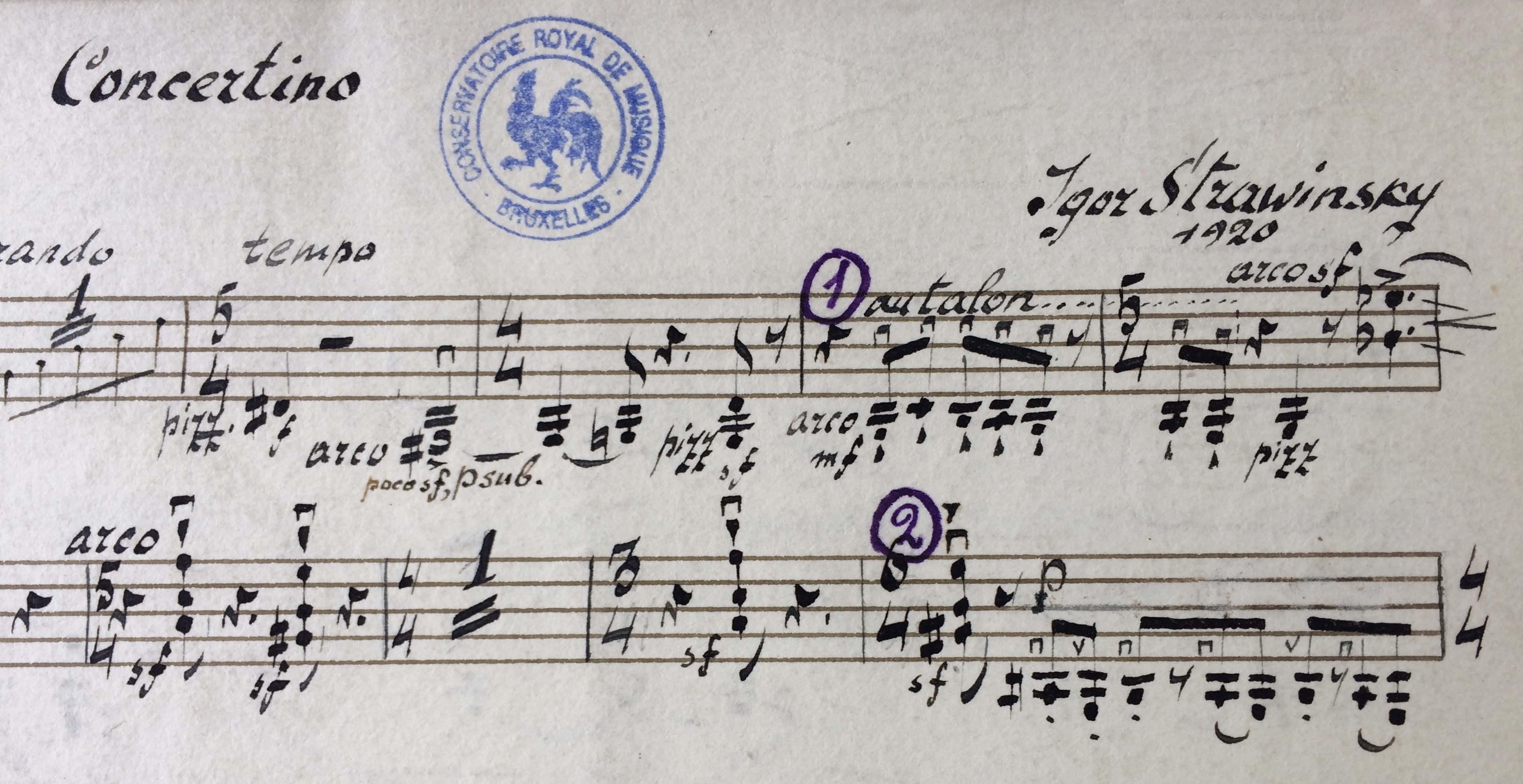
Fragment uit het manuscript van het Concertino

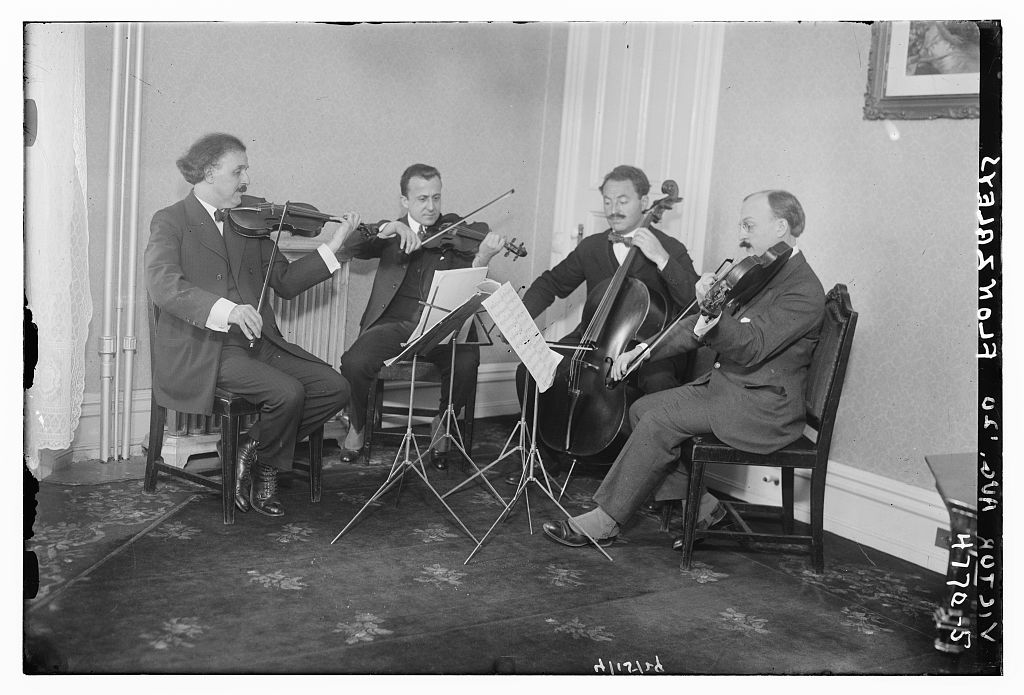
Flonzaley Kwartet, augustus 1920

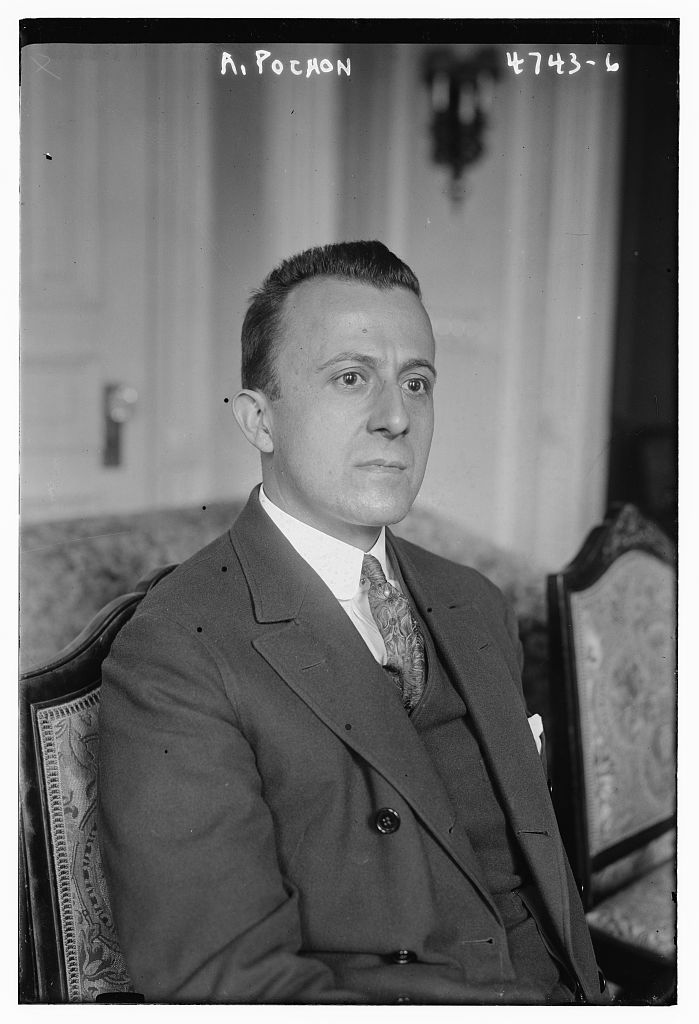
Alfred Pochon (1878-1959), primaris van het Flozaley Kwartet (foto: 1918)

Concertino (W49) is een compositie van Igor Stravinsky voor strijkkwartet, gecomponeerd in Carantec en Garches in juli, augustus en september 1920.  Het werk van ca. 6 minuten is opgedragen aan het Flozaley Kwartet; dit kwartet gaf ook de eerste uitvoering van het werk op 3 november 1920 in New York.

## Ontstaansgeschiedenis
Het Flozaley Kwartet was een in New York gevestigd kwartet, opgericht door de Amerikaanse mecenas Edward de Coppet en dat zijn naam ontleende aan het landgoed van deze mecenas in het kanton Vaud in Zwitserland. Alfred Pochon, de primaris van het kwartet, wilde een contemporain werk toevoegen aan het repertoire van het kwartet dat verder bijna volledig uit kwartetten uit het klassieke repertoire bestond. Gevraagd werd om een stuk voor het kwartet, in vorm en lengte naar de keus van Stravinsky ().
Noch het publiek, noch de uitvoerders schenen het werk te hebben begrepen bij de première ()(); het werd tot 1952 (het jaar dat Stravinsky het werk voor twaalf instrumenten bewerkte) weinig uitgevoerd.

## Opbouw van de compositie
De compositie is een doorlopend werk dat door Stravinsky gekaraktariseerd werd als een 'vrije sonate allegro met een duidelijke concertante partij voor de eerste viool' en 'gezien de lengte een concertino' () (d.w.z. een klein 'concerto' (grosso)). Maar een echte sonate is het echter niet en de titel zou ten onrechte kunnen doen vermoeden dat er invloed is van een barok concerto grosso ().
Het eerste deel wordt gekenmerkt door verscheidene veranderingen in metrum en wijzigingen in accenten wat resulteert in een tamelijk brute en onstuimige klanktaal. In het daaropvolgende andante speelt de viool een uitgestrekte cadenza met materiaal uit het eerste deel met doorlopend dubbelgrepen. Dit tweede deel geeft een rustig moment tussen de twee verwante allegro buitendelen.

## Bewerkingen
In 1952 arrangeerde Stravinsky het kwartet voor twaalf instrumenten: dwarsfluit, hobo, cor anglais, klarinet in A, twee fagotten, twee trompetten in B, tenortrombone, bastrombone, viool en cello, beide obligaat. 
Het werk werd op 11 november 1952 uitgevoerd door leden van het Los Angeles Chamber Symphony Orchestra. Stravinsky schreef in het programmaboek voor de eerste uitvoering dat hij de maatindeling ingrijpend had gewijzigd, om de harmonie beter tot uiting te laten komen en om het duidelijker te accenturen en te fraseren (). De snelle delen worden door met name de blazers gespeeld. De vioolcadenza bleef ongewijzigd; op andere plaatsen zijn de partijen van de viool en de cello zo aangepast dat de twee instrumenten regelmatig een concertante groep vormen ()().

## Oeuvre
Zie het Oeuvre van Igor Stravinsky voor een volledig overzicht van het werk van Stravinsky.

## Geselecteerde discografie
- Versie voor strijkkwartet:
  - Concertino, Alban Berg Quartett (met Trois pièces voor strijkkwartet en de Double Canon; strijkkwartetten van Claude Debussy en Maurice Ravel, EMI Classics, 7243 5 67550 2 4
  - Concertino, Isabelle Faust en leden van Les Siècles (met Variation d'Apollon, Trois pièces voor strijkkwartet, Pastorale, de Double Canon en het vioolconcert), Les Siècles o.l.v. François-Xavier Roth, harmonia mundi, hmm 902718
- Versie voor 12 instrumenten
  - Concertino, in de 'Igor Stravinsky Edition' – deel Chamber Music & Histroical Recordings, Columbia Chamber Ensemble, Sony Classical, SM2K 46 297
  - Concertino, 'Stravinsky Miniatures', Orpheus Chamber Orchestra (met diverse korte werken van Stravinsky), DGG 28945 34582
  - Concertino, 'Stravinsky in America', (leden van het) London Symphony Orchestra (met diverse werken van Stravinsky), RCA Victor Red Seal, 09026 68865 2
  - Concertino, 'Stravinsky Chamber Works & Rarities', leden van het European Soloists Ensemble o.l.v. Vladimir Ashkenazy (met diverse werken van Stravinsky), Decca, 2CDs, 473 810-2